# Pierre-Philippe Thomire
Pierre-Philippe Thomire (París, 6 de diciembre de 1751–ibídem, 9 de junio de 1843) fue un escultor y broncista francés, exponente del estilo Imperio.

## Biografía

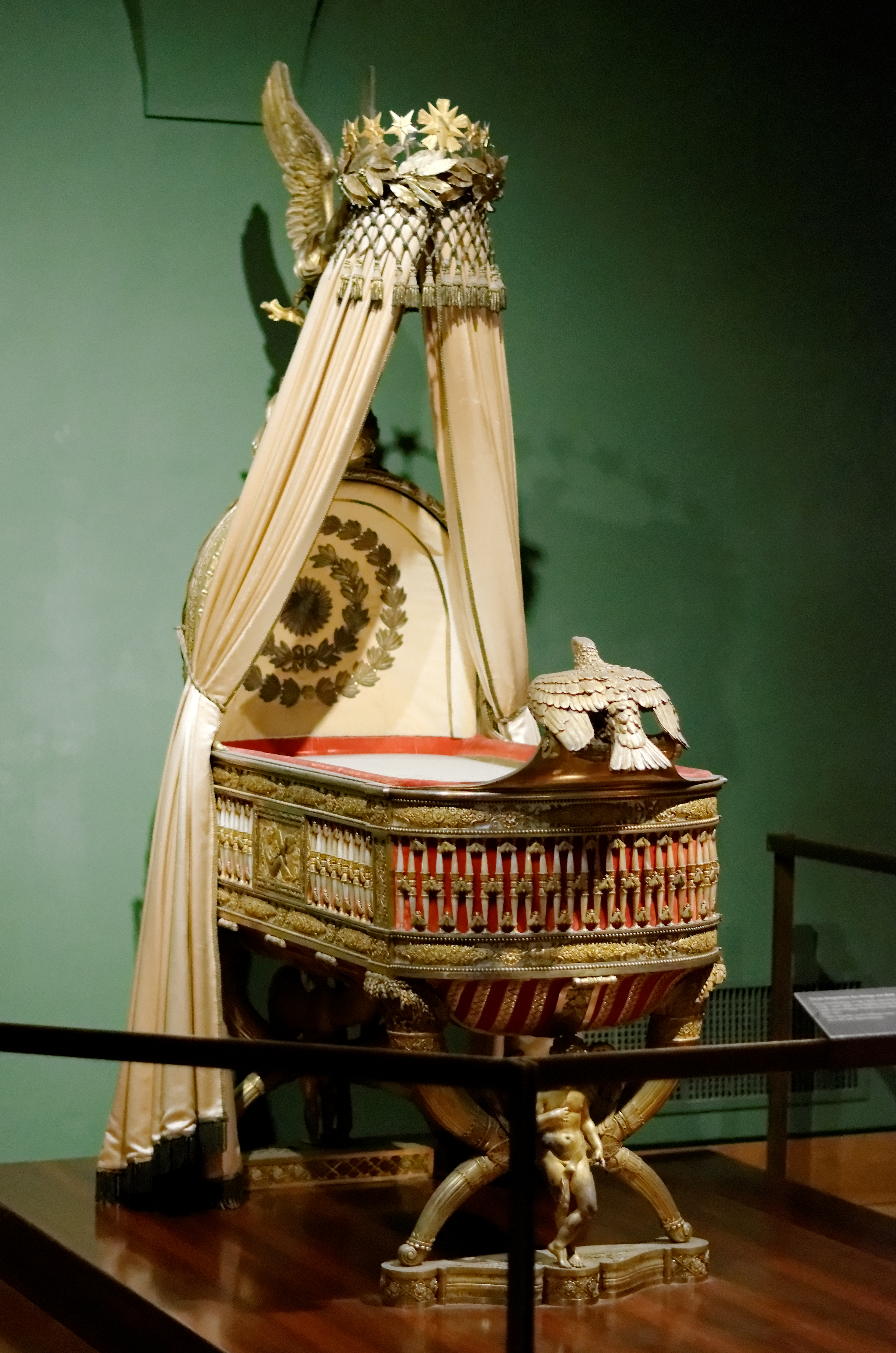
Cuna del rey de Roma (1811), plata dorada, madreperla, terciopelo, seda y tul, Kunsthistorisches Museum, Viena

Miembro del gremio de fundidores, cinceladores y doradores (fondeur-ciseleur-doreur), se inició elaborando retratos de bronce para los escultores Augustin Pajou y Jean-Antoine Houdon. También hizo aplicaciones para los ebanistas Guillaume Beneman, Ferdinand Schwerdfeger y Adam Weisweiler. En 1774 entró en el taller del fundidor Pierre Gouthière, con quien posteriormente colaboró en la decoración de la carroza para la coronación de Luis XVI.
En 1776 abrió su propio taller y, en 1785, fue nombrado broncista oficial de la manufactura de porcelanas de Sèvres, donde se especializó en cajas de reloj de bronce y porcelana. Sus primeras obras en esta etapa se enmarcaron todavía en el estilo Luis XVI.
Durante la Revolución francesa se dedicó a la fabricación de armas y municiones, pero ya con el Consulado volvió a la elaboración de objetos de bronce de adorno. Napoleón le encargó numerosas obras, hasta el punto que fue nombrado «cincelador del Emperador» (ciseleur de l'Empereur). En esta época su taller contaba con ochocientos empleados.
Entre sus obras destacan: el candelabro conmemorativo de la independencia de los Estados Unidos (1785, Museo del Louvre); el armario-joyero de María Antonieta (1787); y el tocador de la emperatriz María Luisa, con diseño de Pierre-Paul Prud'hon. Una de las más celebradas fue la cuna del rey de Roma (1811, Kunsthistorisches Museum, Viena), realizada junto al orfebre Jean-Baptiste-Claude Odiot, también según un diseño de Prud'hon: de la cabecera surge una victoria alada, con una corona de laurel de la que cuelgan las cortinas.
Realizó dos estatuas de bronce con modelado de Jean-Baptiste Pigalle: El niño del pájaro y El niño del río (Museo Nissim de Camondo, París).
Otras obras de interés fueron los candelabros de los palacios de Fontainebleau y Compiègne, la mesa del Trianon con patas en forma de cariátides, las ocho piezas del centro de mesa del príncipe Luis Bonaparte (Museo Marmottan) y una araña de veinticuatro brazos con figuras de mujeres aladas tocando instrumentos musicales elaborada para Talleyrand (Museo Marmottan).
Se retiró en 1823, aunque siguió realizando esculturas esporádicamente. El rey Luis Felipe le concedió la Legión de Honor. Su taller, Thomire et Cie., continuó tras su muerte.